# Великополска провинция
Великополската провинция (на полски: Prowincja wielkopolska, на латински) е административно-териториална единица в състава на Полското кралство и Жечпосполита. Административен център е Познан.

## Административно деление
От времето на Ягелонската династия (1386 – 1572) провинцията е разделена на дванадесет войводства. През 1768 година е организирано още едно войводство. В състава на областта влиза и Варминското епископско княжество.
- Бжешчкокуявско войводство
- Варминско епископско княжество
- Гнезненско войводство
- Иновроцлавско войводство
- Калишко войводство
- Ленчишко войводство
- Мазовско войводство
- Малборско войводство
- Плоцко войводство
- Познанско войводство
- Поморско войводство
- Равско войводство
- Хелминско войводство
- Шерадзко войводство